# コリネバクテリウム属
コリネバクテリウム属（コリネバクテリウムぞく、Corynebacterium）とは、グラム陽性の桿菌で、放線菌に分類される属の1つである。

## 特徴
まっすぐ、または、わずかに湾曲した、先端成長型の桿菌である。ただし、しばしば菌体の両端または片端が膨れた、棍棒状の形態を示す。属名のCorynebacteriumは、この形態に由来する（Coryne-: 棍棒状の、bacterium: 細菌）。顕微鏡下では、V字、Y字、T字型などの特徴的な配列を示す場合が多い。無芽胞性，好気性または通性嫌気性，非分岐性， 非運動性，カタラーゼ陽性，オキシダーゼ陰性である。
結核菌と比較的近縁であり、細胞壁にミコール酸と呼ばれる脂質を含有するという特徴を有する。外毒素を産生して、動物やヒトに対する病原性を持つ種が含まれる。
自然界の様々な所に分布しており、一部の種は、ヒトの気道粘膜などに存在する常在細菌の1種でもある。このうちジフテリア菌は、ヒトに対する病原性を有する。

## 代表的な菌種
グルタミン酸生産菌（C. glutamicum）
旨味調味料として用いられるグルタミン酸の生産のために、ヒトが利用している。
クサヤ菌（C. kusaya）
くさやの製造に欠かせない「くさや液」に棲息している。クサヤ菌は、くさやの香味成分を出す事に関与していると考えられている。ただし、くさや液には、例えば耐塩性の酵母なども棲息しており、くさやの香味は、クサヤ菌以外の微生物も関与していると考えられている。
ジフテリア菌（C. diphtheriae）
ジフテリアの病原体である。ヒトの咽頭部に感染する。気道で偽膜を形成し、ヒトを窒息死させる場合も有る。また、感染部位でジフテリア菌により産生されたジフテリア毒素が血行性に全身移行し、心筋炎や神経麻痺などの症状を起こす。
偽ジフテリア菌（C. pseudodiphtheriticum）
ヒトの口腔などに常在する、ジフテリアに似た非病原性細菌。
ヒツジ偽結核菌（C. pseudotuberculosis）
ジフテリアに類似。ヒツジやウマの病原体の1つ。ヒトへの感染は、滅多に起きない。
コリネバクテリウム・ウルセランス（C. ulcerans）
ウシの常在菌。ヒトにジフテリア様症状を起こす人獣共通感染症の起因菌である。